# Лансінг (Канзас)
Лансінг (англ. Lansing) — місто (англ. city) в США, в окрузі Лівенворт штату Канзас. Населення — 11 239 осіб (2020).

## Географія
Лансінг розташований за координатами 39°14′35″ пн. ш. 94°53′52″ зх. д. / 39.24306° пн. ш. 94.89778° зх. д. (39.242934, -94.897884).  За даними Бюро перепису населення США в 2010 році місто мало площу 32,36 км², з яких 32,08 км² — суходіл та 0,29 км² — водойми.

## Демографія
Згідно з переписом 2010 року, у місті мешкало 11 265 осіб у 3180 домогосподарствах у складі 2496 родин. Густота населення становила 348 осіб/км².  Було 3371 помешкання (104/км²).
Расовий склад населення:
| - 80,2 % — білих - 13,2 % — чорних або афроамериканців - 2,0 % — азіатів - 0,8 % — корінних американців - 0,1 % — вихідців з тихоокеанських островів |

До двох чи більше рас належало 2,8 %. Частка іспаномовних становила 5,1 % від усіх жителів.
За віковим діапазоном населення розподілялося таким чином: 22,9 % — особи молодші 18 років, 68,8 % — особи у віці 18—64 років, 8,3 % — особи у віці 65 років та старші. Медіана віку мешканця становила 37,6 року. На 100 осіб жіночої статі у місті припадало 146,0 чоловіків;  на 100 жінок у віці від 18 років та старших — 161,7 чоловіків також старших 18 років.
Середній дохід на одне домашнє господарство  становив 88 015 доларів США (медіана — 79 135), а середній дохід на одну сім'ю — 99 040 доларів (медіана — 95 179). Медіана доходів становила 56 947 доларів для чоловіків та 41 712 долари для жінок. За межею бідності перебувало 10,2 % осіб, у тому числі 15,1 % дітей у віці до 18 років та 13,3 % осіб у віці 65 років та старших.
Цивільне працевлаштоване населення становило 4314 особи. Основні галузі зайнятості: освіта, охорона здоров'я та соціальна допомога — 29,2 %, публічна адміністрація — 14,7 %, роздрібна торгівля — 10,9 %, виробництво — 7,9 %.